# Jalalaqsi
Jalalaqsi (auch Jalalassi, italienisch Gialalassi oder Pietro Verri) ist eine Stadt in der Region Hiiraan in Somalia mit etwa 15.000 Einwohnern. Sie liegt am Fluss Shabeelle zwischen Buulobarde und Jawhar und ist Hauptstadt des Distrikts Jalalaqsi.
Nach dem Ogadenkrieg 1977/78 wurden bei Jalalaqsi vier Lager für Flüchtlinge aus dem Ogaden eingerichtet. Diese wurden mit rund 85.000 Bewohnern Mitte der 1980er Jahre zur drittgrößten Ansiedlung in Somalia nach den Städten Mogadischu und Hargeysa.
1990 griffen im beginnenden somalischen Bürgerkrieg Rebellen des Vereinigten Somalischen Kongresses die Militärbasis im nahen Beledweyne an. Die Staatsarmee zog sich daraufhin durch das Shabeelle-Tal nach Süden zurück und tötete und plünderte dabei in Beledweyne, Buulobarde, Jalalaqsi und Jawhar. Nach diesen Ereignissen, bei denen auch die Brücke über den Shabeelle zerstört wurde, war der Ort Jalalaqsi zeitweise verlassen. Von den damals noch etwa 18.000 Flüchtlingen hatten sich rund 10.000 zurück nach Äthiopien oder aber nach Mogadischu begeben.
Vor dem Bürgerkrieg gab es in Jalalaqsi eine Primar- und eine Sekundarschule. Ende Mai 2007 wurde das lange geschlossene einzige Krankenhaus des Jalalaqsi-Distrikts wiedereröffnet.

## Persönlichkeiten
- Hassan Sheikh Mohamud (* 1955), Präsident Somalias